# Hypocysta angustata
Hypocysta angustata är en fjärilsart som beskrevs av Waterhouse och Charles Lyell 1914. Hypocysta angustata ingår i släktet Hypocysta och familjen praktfjärilar. Inga underarter finns listade i Catalogue of Life.

## Bildgalleri

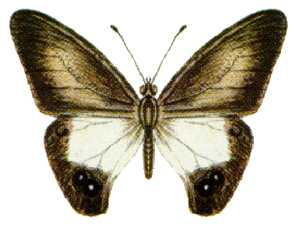